# Spencer O'Brien
Spencer O'Brien (2 februari 1988) is een Canadees snowboardster.

## Carrière
O'Brien won in 2008 brons op het onderdeel slopestyle tijdens de Winter X Games XII in Aspen. Een jaar later behaalde ze, op de Winter X Games XIII in Aspen, zilver op het onderdeel slopestyle. Op de WSF wereldkampioenschappen snowboarden 2012 veroverde de Canadese de wereldtitel op het onderdeel slopestyle. Bij haar wereldbekerdebuut, op 11 januari 2013 in Copper Mountain, eindigde O'Brien op de achtste plaats. Een week na haar wereldbekerdebuut nam ze in Stoneham-et-Tewkesbury deel aan de FIS wereldkampioenschappen snowboarden 2013, op dit toernooi sleepte ze de wereldtitel in de wacht op het onderdeel slopestyle.

## Resultaten

### Wereldkampioenschappen
| FIS  | FIS                    | FIS        |
| Jaar | Plaats                 | Resultaten |
| ---- | ---------------------- | ---------- |
| 2013 | Stoneham-et-Tewkesbury | Slopestyle |

| WSF  | WSF    | WSF        |
| Jaar | Plaats | Resultaten |
| ---- | ------ | ---------- |
| 2012 | Oslo   | Slopestyle |

### Wereldbeker
Eindklasseringen
| Seizoen   | Algm | SBS |
| --------- | ---- | --- |
| 2012/2013 |      |     |